# Pakistanische Badmintonmeisterschaft 1965
Die Pakistanische Badmintonmeisterschaft 1965 fand in Karatschi statt. Es war die 11. Austragung der nationalen Meisterschaften von Pakistan im Badminton.

## Titelträger
| Disziplin    | Sieger                   |
| ------------ | ------------------------ |
| Herreneinzel | Baby Salahuddin          |
| Dameneinzel  | Elsie Hunt               |
| Herrendoppel | Azim Wasti Musarat Wasti |
| Damendoppel  | Elsie Hunt Jamil         |
| Mixed        | Naqi Mohsin Elsie Hunt   |